# MEKO
MEKO (abréviation de Mehrzweck-Kombination, pour combinaison polyvalente) est une famille de navires de guerre développée par la société allemande Blohm & Voss, aujourd'hui filiale du groupe sidérurgique ThyssenKrupp Marine Systems. MEKO est une marque déposée d'un concept basé sur la modularité de l'armement, de l'électronique et des autres équipements, visant à faciliter la maintenance et la réduction des coûts de construction.

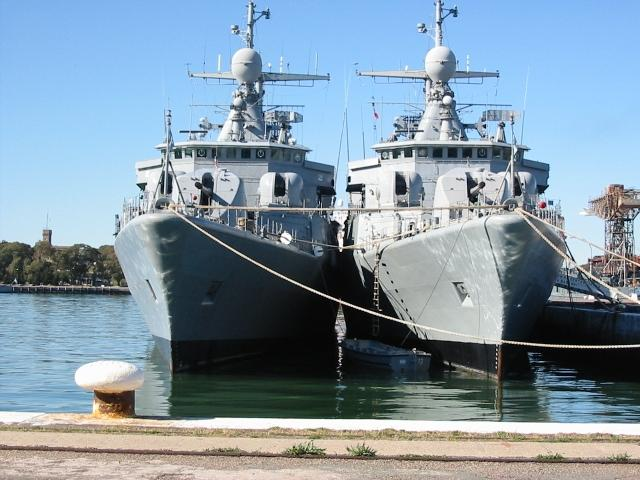
Deux navires de classe Meko 360 de la marine argentine.

Les navires de type MEKO comprennent des familles de frégates, de corvettes et de patrouilleurs de haute-mer.
La construction des navires modulables MEKO a commencé dans la fin des années 1970 par la frégate nigériane Aradu de type MEKO 360 H1. Les navires de classes similaires utilisent des systèmes d'armes différents en fonction des commanditaires et des missions navales. La modernisation technologique a aussi amené progressivement le concept de furtivité et récemment le concept de construction de frégates légères furtives  (littoral combat ship en anglais) pour des frégates plus légères et modulaires.

## Les différents types
| Type                   | Classe            | Pays                         | Nombre         | Livraison | Longueur | Largeur | Tirant d'eau | Artillerie                | SAM             | ASM            | Image |
| ---------------------- | ----------------- | ---------------------------- | -------------- | --------- | -------- | ------- | ------------ | ------------------------- | --------------- | -------------- | ----- |
| MEKO 360 H1            | Aradu (F89)       | Nigeria                      | 1              | 1981      | 125.80   | 15.00   | 4.30         | Otobreda 127 mm Compact   | Selenia Aspide  | Otomat         |       |
| MEKO 360 H2            | Almirante Brown   | Argentine                    | 4              | 1983–1984 | 125.80   | 15.00   | 4.30         | Otobreda 127 mm Compact   | Aspide          | Exocet         |       |
| MEKO 140 A16           | Espora            | Argentine                    | 6              | 1985–2002 | 91.20    | 11.00   | 3.33         | Otobreda 76 mm            | –               | Exocet         |       |
| MEKO 200 TN            | Yavuz             | Turquie                      | 4              | 1987–     | 110.50   | 14.20   | 4.14         | 127 mm Mk45               | RIM-7           | Harpoon        |       |
| MEKO 200 PN            | Vasco da Gama     | Portugal                     | 3              | 1991–     | 115.90   | 14.80   | 4.10         | Canon de 100 mm modèle 53 | RIM-7           | Harpoon        |       |
| MEKO 200 HN            | Hydra             | Grèce                        | 4              | −1992     | 117.00   | 14.80   | 4.10         | 127 mm Mk45               | RIM-162         | Harpoon        |       |
| MEKO 200 TN Track II-A | Barbaros          | Turquie                      | 2              | 1995–     | 116.70   | 14.80   | 4.10         | Mk 45 Mod 2 gun           | RIM-7, RIM-66   | Harpoon        |       |
| MEKO 200 ANZ           | Anzac             | Australie & Nouvelle-Zélande | 8 (Aus) 2 (NZ) | 1996–2004 | 118.00   | 14.80   | 4.10         | Mk 45 Mod 2 gun           | RIM-7           | Harpoon        |       |
| MEKO 200 TN Track II-B | Salih Reis        | Turquie                      | 2              | 1998–     | 118.00   | 14.80   | 4.30         | Mk 45 Mod 2 gun           | RIM-7           | Harpoon        |       |
| MEKO A-200 SAN         | Valour            | Afrique du Sud               | 4              | 2003–     | 121.00   | 16.34   | 4.40         | Otobreda 76 mm            | Umkhonto        | Exocet         |       |
| MEKO 100 RMN           | Kedah             | Malaisie                     | 6              | 2004–2010 | 91.10    | 12.85   | 3.40         | Otobreda 76 mm            | –               | –              |       |
| MEKO A-100             | Gawron            | Pologne                      | +2             | 2015–     | 95.20    | 13.30   | 3.60         | Otobreda 76 mm            | RIM-162, MICA   | RBS-15         |       |
| Corvette 130           | Braunschweig      | Allemagne                    | 5              | 2008–     | 88.75    | 12.80   | 3.40         | Otobreda 76 mm            | RIM-116         | RBS-15         |       |
| Frégate 123            | Brandenburg       | Allemagne                    | 4              | 1994–1996 | 138.85   | 16.70   | 4.35         | Otobreda 76 mm            | RIM-7           | Exocet, RBS-15 |       |
| Frégate 124            | Sachsen           | Allemagne                    | 3              | 2002–     | 143.00   | 17.44   | 4.86         | Otobreda 76 mm            | RIM-162, RIM-66 | Harpoon        |       |
| Frégate 125            | Baden-Württemberg | Allemagne                    | +4             | 2016-     | 149.52   | 18.80   | 5.00         | Otobreda 127 mm           | RIM-116         | Harpoon        |       |